# Trịnh Vịnh
Trịnh Vịnh (chữ Hán: 鄭栐, 1654 - 1683) là vương thế tử của chúa Trịnh Căn đời Lê trung hưng trong lịch sử Việt Nam, tuy nhiên ông qua đời trước khi được truyền ngôi.
Ông là con trai trưởng của Trịnh Căn, mẹ là bà Thuận phi Ngô Ngọc Quyền, người làng Mĩ Cốt, huyện Lôi Dương.
Ông chào đời vào ngày 30 tháng 9 ÂL (tức 8 tháng 11) năm 1654 dưới triều vua Lê Thần Tông. Khi đó ông cố của ông là Thanh Đô vương Trịnh Tráng còn tại thế. Năm 1667, dưới thời tổ phụ là Tây Định vương Trịnh Tạc, Trịnh Vịnh được thăng chức Phó đô tướng Đô đốc Đồng Tri, Lương quận công mở dinh Tả khuông quân. Năm 1674, Trịnh Vịnh mới 24 tuổi thăng chức Tả đô đốc rồi lại thăng chức Thiếu phó. Nhà chúa cử đại thần Nguyễn Hy Quang dạy dỗ cho ông.
Ngày 23 tháng 8 ÂL năm Đức Nguyên thứ năm đời Lê Hi Tông (13 tháng 10 năm 1683), một năm sau khi phụ thân là Định Nam vương Trịnh Căn lên nối nghiệp, Trịnh Vịnh quy thiên; được truy tặng Thái phó tiến phong Quốc tể Du nhân Vĩ tượng Thủy hựu Đốc dự Địch phúc Tích công Chiêu tiền Hiển hậu Lương công, sau truy là Lương Mục vương, thụy là Đôn Chính, lăng đặt ở Cổ Biện thuộc huyện Nông Cống.

## Gia quyến
- Cha: chúa Trịnh Căn
- Mẹ: Thuận phi Ngô Ngọc Quyền
- Vợ: Huệ phi Nguyễn Thị Ngọc Duệ, người làng Lạc Nhuế (huyện Yên Phong) sinh ra Trịnh Bính. Mất ngày 29 tháng 6, thọ 28 tuổi.
- Con cái

1. Thế tử Trịnh Bính.
2. Toán quận công Trịnh Quyền; phạm tội phải tự sát, các con đều phải giam cấm. Năm Đinh Mùi, phụng chuẩn định sự lệ tôn thất, lấy sự tích đó chưa rõ ràng, đều tha cho cả; các con cháu không phải cải sang họ mẹ, còn bổ dụng cúng lẩm cấp thì không được.
3. Vị quân công Trịnh Liêu, trái phép công phải giải quyền chức, cho ở nhà Quận công; các con đều được ở nhà các quan trọng thần. Năm Đinh Mùi, phụng chuẩn định sự lệ tôn thất, đặc ân được tha, con cháu cũng được dự ân điển. Năm Nhâm Tý tháng 12 ngày 19, phụng chuẩn ban cho phục chức cũ. Tước Tăng huyện hầu phụng sắc truyền cho tông nhân giữ làm bằng tích. Lấy công chúa Lê Thị Ngọc Đô là con gái vua Lê Hy Tông
4. Quan Thái tể Đông quận công gia phong Đông nghĩa công Trịnh Hoàn.
5. Quan Phó tướng Thoan quận công gia phong Trung Hiếu Đại vương Trịnh Tu là con út.

- Con gái

1. Quận chúa Trịnh Thị Ngọc Qua, lấy quan Đại Tư đồ Gia quận công cho theo họ là Trịnh Lân. Do có hành vi đánh chồng và chửi ông nội chồng nên được cho li dị.